# Včely samotářky
Včely samotářky je skupina blanokřídlého hmyzu v rámci nadčeledi včely (Apoidea), jdoucí napříč několika čeleděmi. Tvoří druhově nejbohatší skupinu včel – až 95 % druhů. Na území České republiky žije více než 600 druhů. Počet druhů i jedinců v české přírodě stoupá směrem jihovýchodním. V Čechách jsou zastoupeny méně, na jihovýchodě Moravy jsou tyto včely hojnější. Jednotlivé druhy se vizuálně liší velikostí, zbarvením nebo kresbou, ale často je obtížné je druhově určit. Hnízdí převážně v zemi, v mrtvém dřevě nebo v nejrůznějších dutinách.  
U včel obecně lze pozorovat mnoho úrovní sociálního chování. Včely samotářky tvoří nejnižší a nejjednodušší způsob sociálního života: přítomná je pouze kasta samců a samiček, tedy žádné dělnice. U některých druhů lze pozorovat znaky primitivní eusociality, jiné jsou hnízdními parazity.  
Samotářské včely patří spolu se čmeláky k důležitým volně žijícím opylovačům rostlin, včetně některých hospodářských plodin. Pro jejich význam a zároveň výrazné upozadění za všeobecně propagovanou včelou medonosnou je Česká společnost entomologická vyhlásila českým hmyzem roku 2024.

## Charakteristika

### Životní cyklus
S nástupem jara se přezimující jedinci spáří. Vzhledem k tomu, že jedinci těchto druhů žijí jen několik týdnů, začíná samička ihned po páření stavět hnízdo. Postupuje tak, že vystaví několik počátečních buněk a zanese je směsí nektaru a pylu. Do každé buňky položí vajíčko a buňky uzavře. Pak pokračuje ve stavbě dalších. Celkový počet buněk zpravidla nepřesáhne číslo dvacet. U většiny druhů se samička se svým potomstvem nikdy nesetká, neboť do příchodu zimy uhyne. Nová generace některých druhů přezimuje v larválním stádiu a vývoj dokončí až na jaře příštího roku. Plod jiných druhů dokončí svůj vývoj ještě před nástupem zimy. Mladé včely však přezimují ještě v buňce a líhnou se s příchodem jarního oteplení. Jen málo druhů přezimuje ve stadiu dospělce, například drvodělky.
Některé druhy samotářek vykazují určité náznaky sociálního chování. Nová generace se líhne ještě v tomtéž roce a déle žijící matce zakladatelce pomáhá při budování hnízda a sběru zásob. Jsou to však dokonalé samičky, nikoliv dělnice. Mezi parasociální (nedokonale sociální) druhy patří např. ploskočelky rodu Halictus a Lasioglossum, které mnohdy vytvářejí hnízdní agregace (tj. několik samic hnízdí blízko sebe) a u jiných druhů používá několik samic společné hnízdo.

### Hnízdění
Způsoby hnízdění včel samotářek jsou velmi pestré. Převážná většina druhů včel hnízdí v půdě; různé typy půdy přitom podporují výskyt jednotlivých druhů divokých včel, protože ke stavbě hnízd používají různé materiály. Na prosluněných suchých místech v tužší půdě (např. polní cesta) prozradí včelí hnízda nápadné kopečky vyhrabaných hrudek s typickým centrálním otvorem. Jiné druhy hnízdí ve strmých hliněných nebo sprašových svazích, v písčitých plochách nebo v cihlovém zdivu. Příbytky dalších druhů lze nalézt v hotových válcovitých dutinách, jako jsou duté stonky rostlin (bambus, rákos nebo sláma), dutinky střešních tašek, chodbičky dřevokazného hmyzu ve starých dřevěných trámech, opuštěné hálky žlabatek nebo i ulity hlemýžďů. Jiné naopak preferují jako hnízdiště dužnaté stonky rostlin (například ostružiníku), do jejichž dřevní dřeně si vyhlodávají hnízdní chodbičky. Kromě toho existují druhy, které vyžadují ztrouchnivělé dřevo; v čerstvém dřevě nehnízdí.

#### Hnízdní parazitismus
Mezi včelami se vyskytují také hnízdní parazité, takzvané kukaččí včely. Na rozdíl od svých příbuzných z předchozích skupin si nestaví vlastní hnízda, ale specializují se na využívání cizích hnízd k odchovu vlastních mláďat – podobně jako kukačka. Využijí situace, kdy stavitel hnízda (obvykle včela samotářka) právě hledá pyl, a nakladou vajíčka do cizí snůškové buňky, která je již částečně zaplněna zásobami. Některá cizí vajíčka nebo larvy se stávají také potravou.

### Potrava

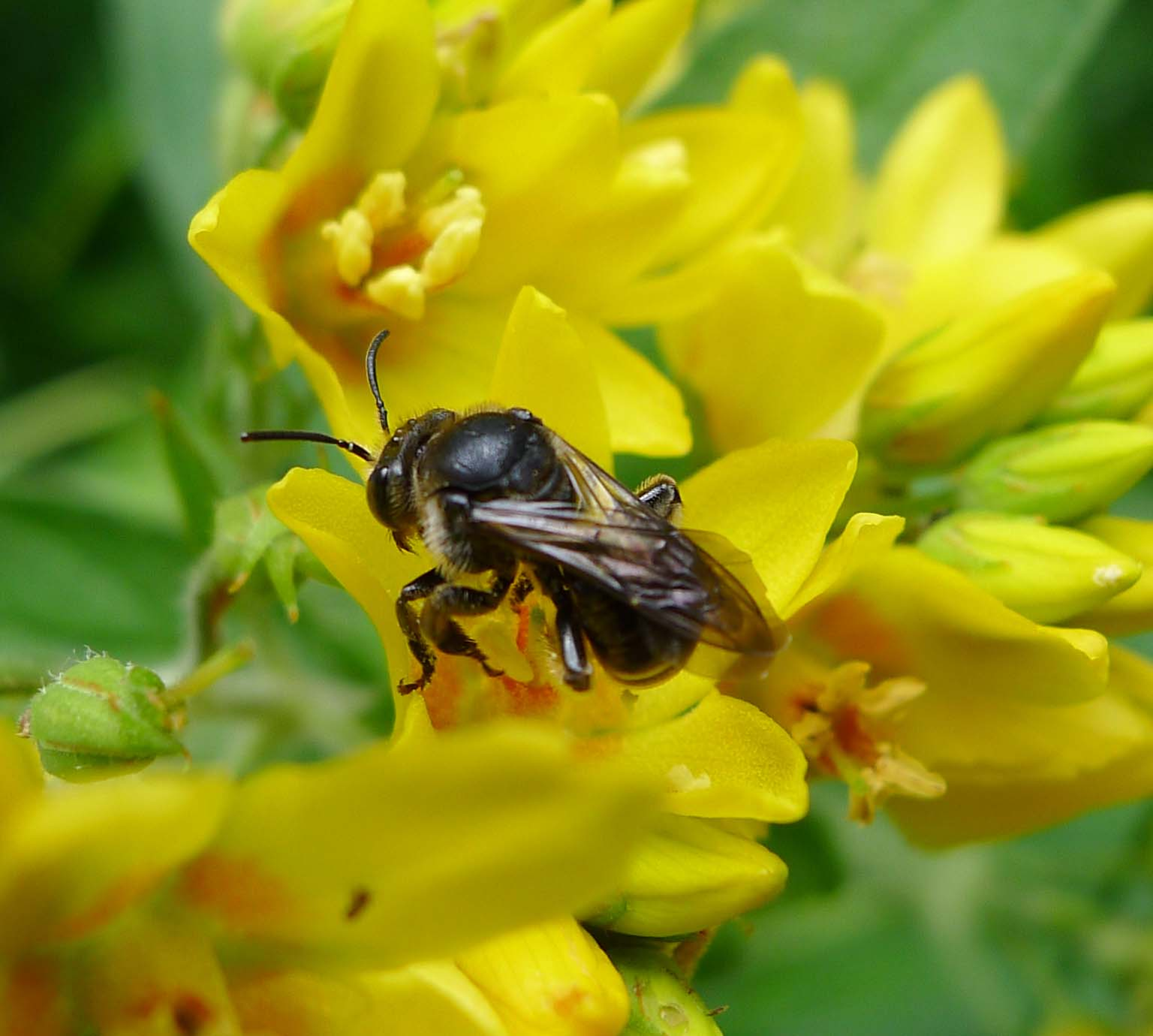
Olejnice Macropis europaea na květu vrbiny

Dospělé včely se živí zejména nektarem, zásoby pylu pak slouží jako potrava pro larvy. Pouze malá část nasbírané potravy slouží k pokrytí vlastních potřeb včel. Početné druhy lze rozčlenit do dvou základních skupin podle transportu pylu. Včely břichosběrné (Gastrolegae, převážně z čeledi čalounicovitých – Megachilidae) přenášejí pyl na "břišním kartáčku" na spodní straně zadečku, zatímco včely nohosběrné (Podilegae) využívají třetí pár noh k vytváření pylových rousků podobně jako včela medonosná. Pískorypky (Andrena) mají kromě sběracích chloupků na nohách také "košíček" obklopený chloupky na zadní straně hrudi. Maskonosky a drvodělky pyl polykají a přenášejí jej ve volátku, z něhož jej vyvrhují do hnízda (spolu s nektarem, který rovněž nasbíraly). Zvláštností jsou včely olejnice, jako je Macropis europaea, které sbírají rostlinný olej na vrbinách.
Některé včely jsou potravně specializované na konkrétní rody či čeledi rostlin (takovým se říká oligolektické) a i svým výskytem jsou vázány na období kvetení svých živných rostlin. Jiné druhy jsou málo vybíravé, pyl a nektar sbírají na nejrůznějších druzích rostlin (polylektické druhy); ty pak mohou být aktivní i po delší období roku. Hnízdní parazité často preferují jako zdroj potravy stejné rostliny jako jejich hostitelské včely.

## Hospodářský význam
U včel samotářek se cení schopnost opylovat mnoho druhů rostlin. Z hospodářského hlediska se tyto včely jeví jako důležití opylovači květů vojtěšky. Produkce semen této významné pícniny se stala přímo závislou na opylovačích druhů Nomia melanderi, šedosrstky tolicové (Rophitoides cana) a čalounice mateřídouškové (Megachile rotundata). Pro první zmíněný druh se v blízkosti polí s vojtěškou budují umělá zemní hnízdiště a osazují se hliněnými bloky s kuklami včel. Čalounice se zase odchovávají ve svazcích rákosových stébel umisťovaných do blízkosti vojtěškových polí. Zednice, specializující se na ovocné dřeviny, jsou v některých zemích chovány jako opylovači v ovocných sadech.

## Včely samotářky v české krajině

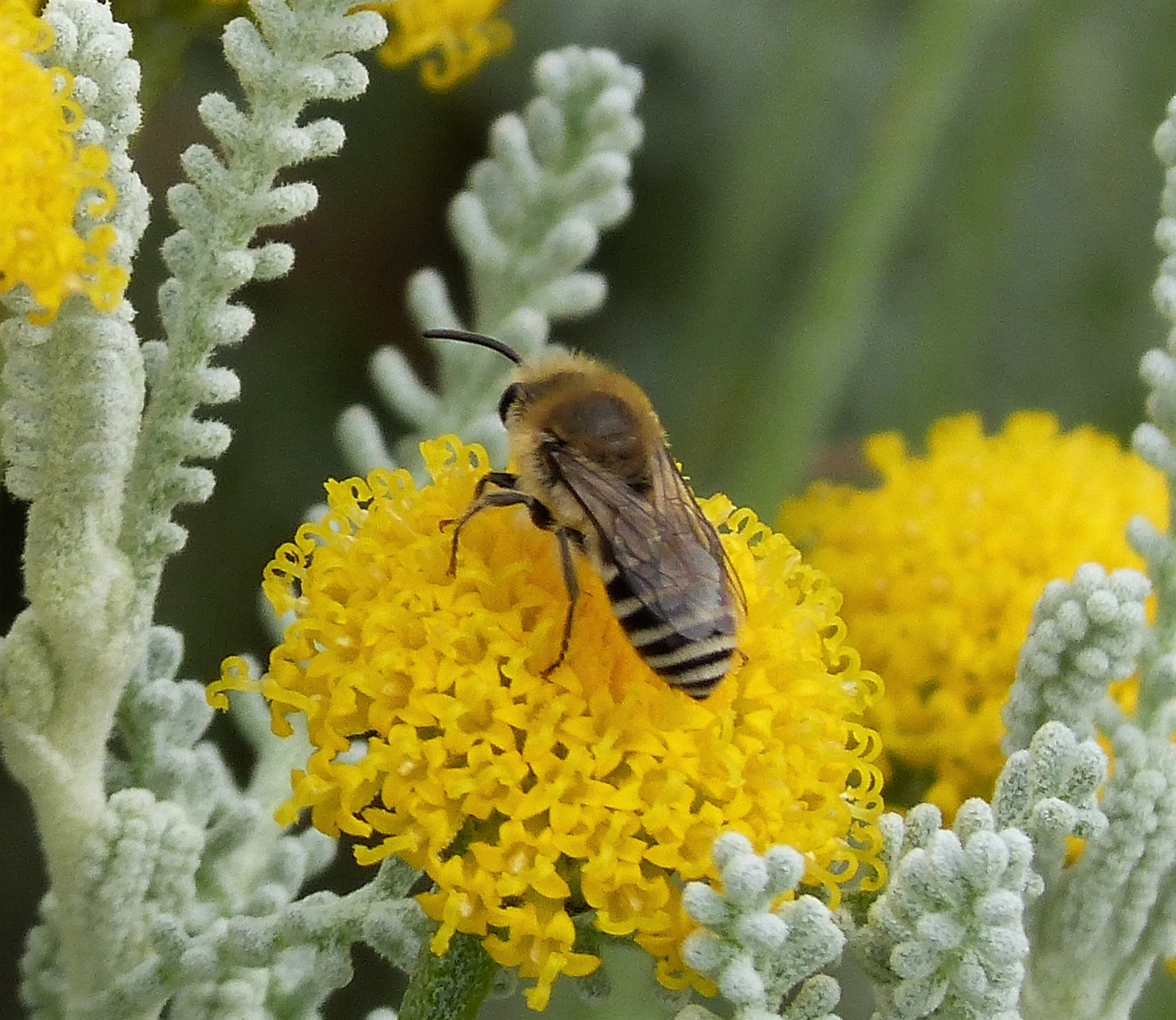
Hedvábnice (Colletes sp.)

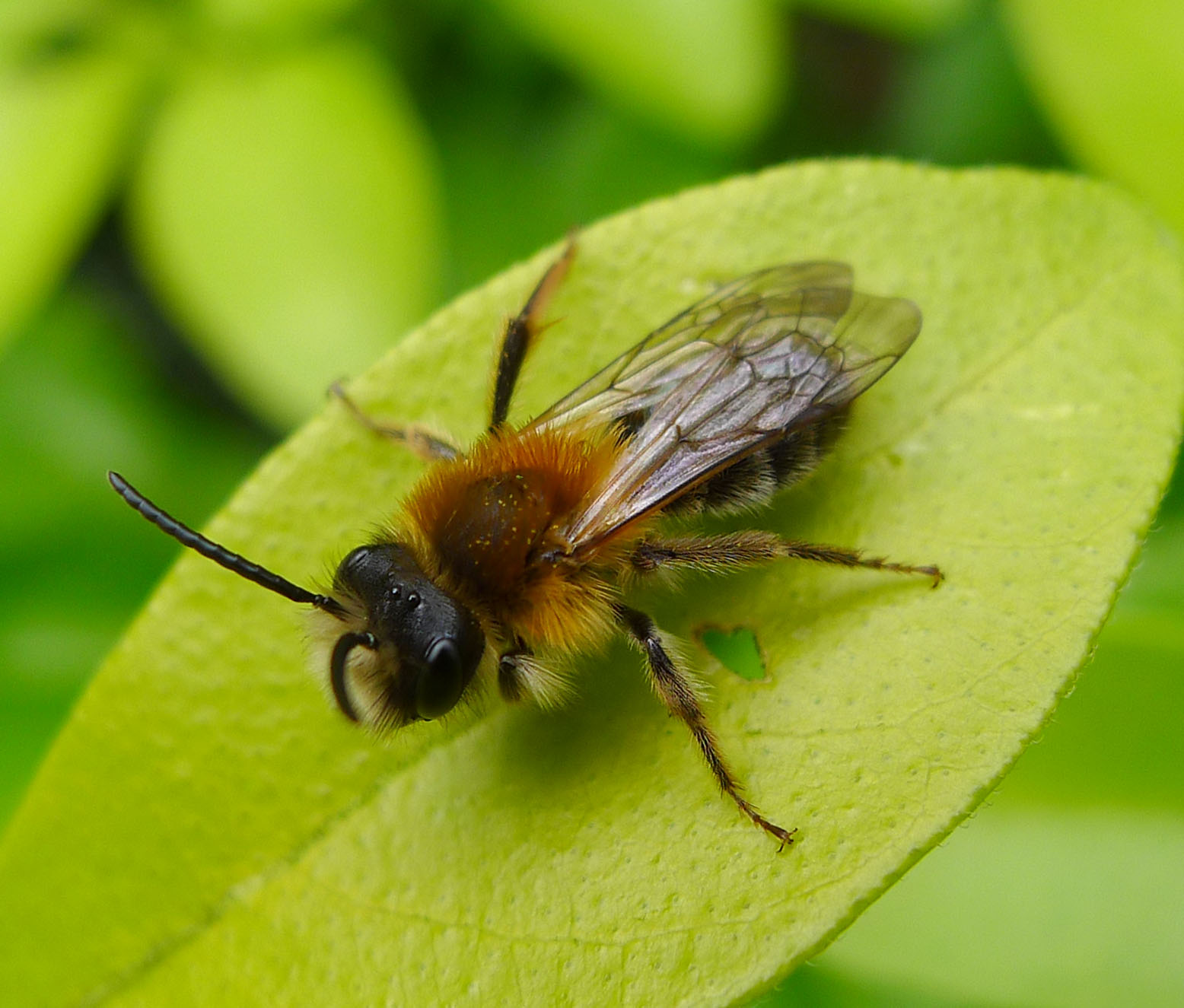
Sameček pískorypky Andrena nitida

V české krajině se běžněji vyskytují následující druhy včel samotářek, patřící k různým čeledím:
Hedvábnicovití (Colletidae)
- hedvábnice (Colletes spp.)
- maskonosky (Hylaeus spp., též "pravčela")

Pískorypkovití (Andrenidae)
- pískorypky (Andrena spp., např. pískorypka obecná, chrastavcová a řada dalších druhů)
- pískohrabky (Panurgus spp.)

Ploskočelkovití (Halictidae)
- ploskočelky (rody Halictus a Lasioglossum)
- trnočelky (Rophites spp.)
- ruděnky (Sphecodes spp., hnízdní parazité)

Pilorožkovití (Melittidae)
- chluponožky (Dasypoda spp.)
- pilorožky (Melitta spp.)
- olejnice (Macropis spp.)

Čalounicovití (Megachilidae)

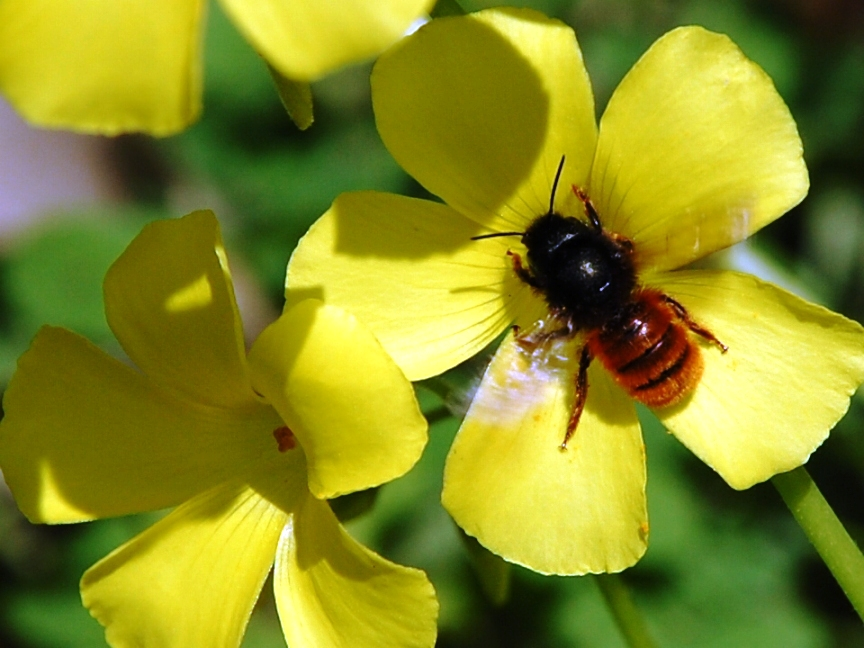
Zednice rohatá (Osmia cornuta) je hojnou jarní samotářskou včelou

- zednice (rody Osmia – např. zednice kakostová, rohatá nebo rezavá, a Hoplitis)
- čalounice (Megachile spp.)
- smutěnky (Stelis spp., hnízdní parazité)
- vlnařky (Anthidium spp.)
- dřevobytky (rody Chelostoma a Heriades)
- kuželitky (Coelioxis spp., hnízdní parazité)

Včelovití (Apiidae)
- drvodělky (Xylocopa spp.)

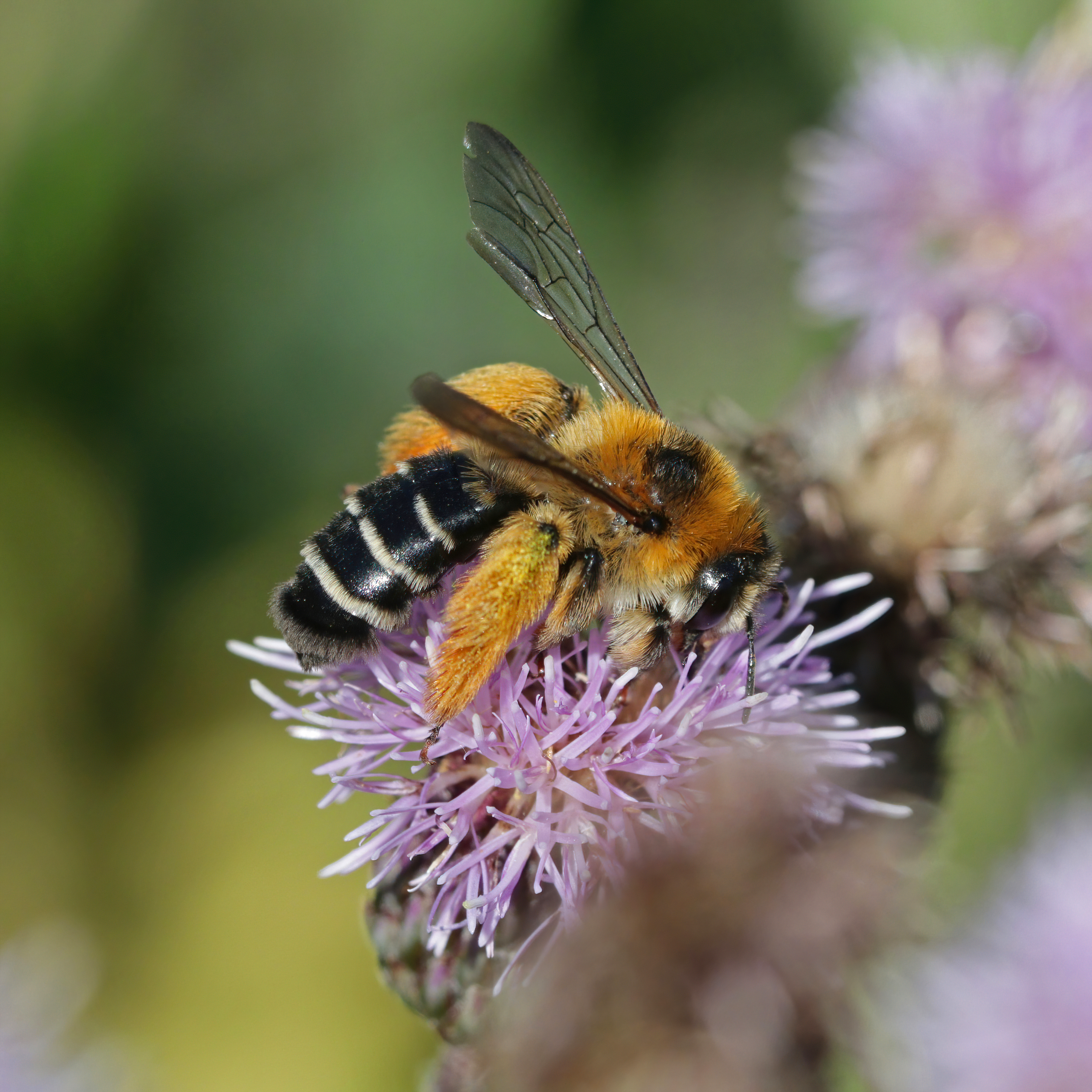
Chluponožka Dasypoda hirtipes

- pelonosky (rody Anthophora a Amegilla)
- kyjorožky (Ceratina spp.)
- nomády (Nomada spp., hnízdní parazité)
- zdobnice (Epeolus spp., hnízdní parazité)
- smutilky (Melecta spp., hnízdní parazité)
- stepnice (rod Eucera a další)